# Web standards
Web Standards pode ser traduzido como "Normas para Web". Tem por finalidade a padronização e a criação de uma "Web universal".

## Definição
Web Standards é um conjunto de normas, diretrizes, recomendações, notas, artigos, tutoriais e afins de caráter técnico, produzidos pela W3C.
É destinado a orientar fabricantes, desenvolvedores e projetistas para o uso de práticas que possibilitem a criação de uma Web acessível a todos.